# Isla de la Luna
L'Isla de la Luna (français : Île de la Lune), également appelée île Koati, est une île bolivienne située sur le Lac Titicaca. Longue de 2,8 km pour 0,76 km de large, sa superficie totale est de 91,2 hectares. Elle se situe au Sud-Est de l'Isla del Sol (l'île du Soleil). Elle présente une orographie marquée par les vents et typique d'une île de l'Altiplano.
Elle abrite les ruines de l'ancien temple inca Iñakuyu, encore appelé Palais des Vierges du Soleil. On raconte que l'île était uniquement peuplée de femmes, vouées à apprendre différents métiers d'artisanat tel que le tissage, pour devenir pour certaines d'entre elles les concubines de l'empereur Inca. Seul ce dernier pouvait accéder à l'île. Il existe également une hypothèse selon laquelle les habitantes de l'île étaient utilisées pour des sacrifices.
Aujourd'hui, l'île est peuplée de quelques familles indigènes d'origine quechua et aymara qui vivent d'agriculture, d'élevage et de vente d'objets artisanaux aux visiteurs. Ils parlent le quechua, l'aymara et l'espagnol.

## Galerie de photographies

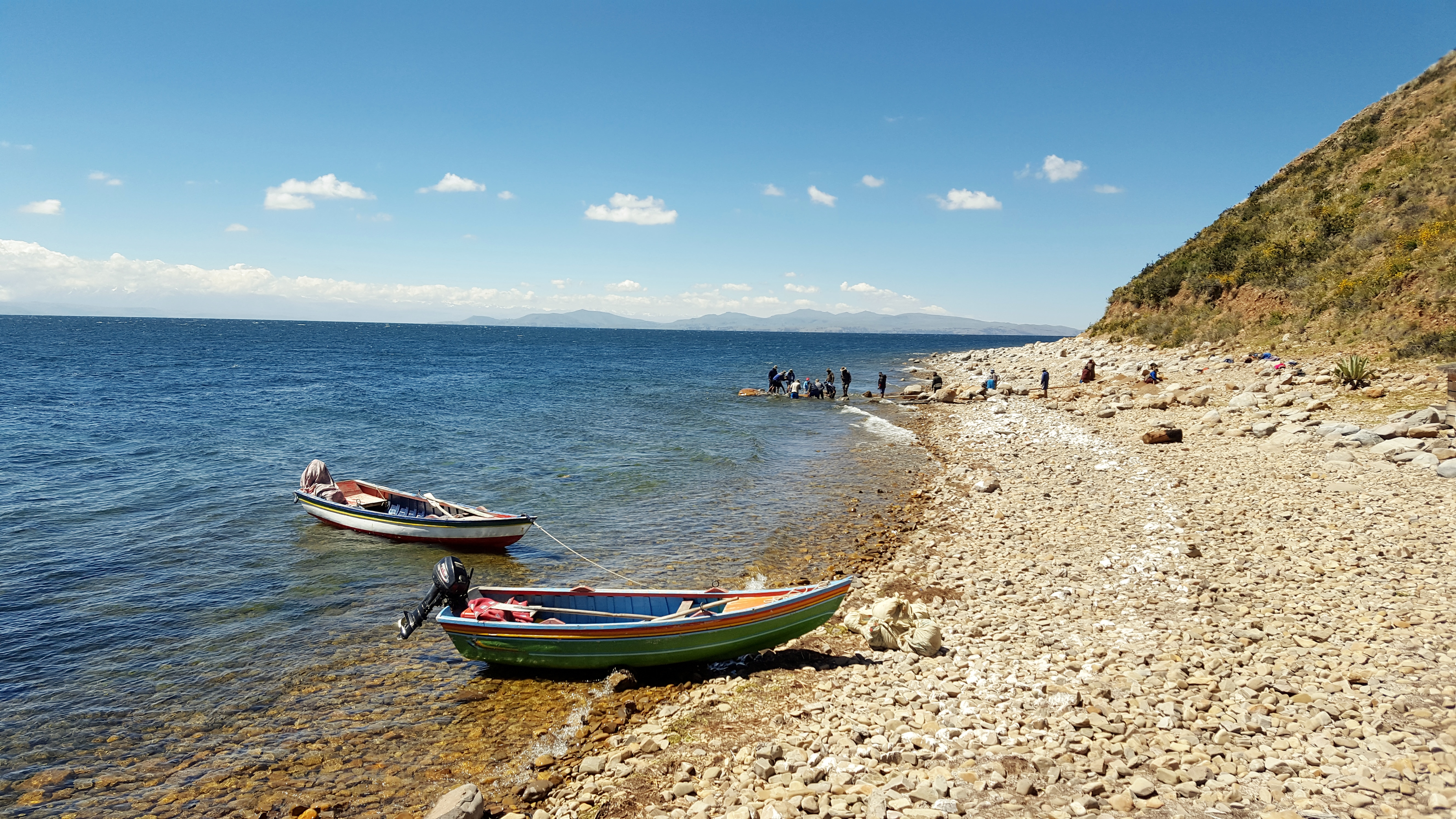
Barques sur le rivage de l'Isla de la Luna.
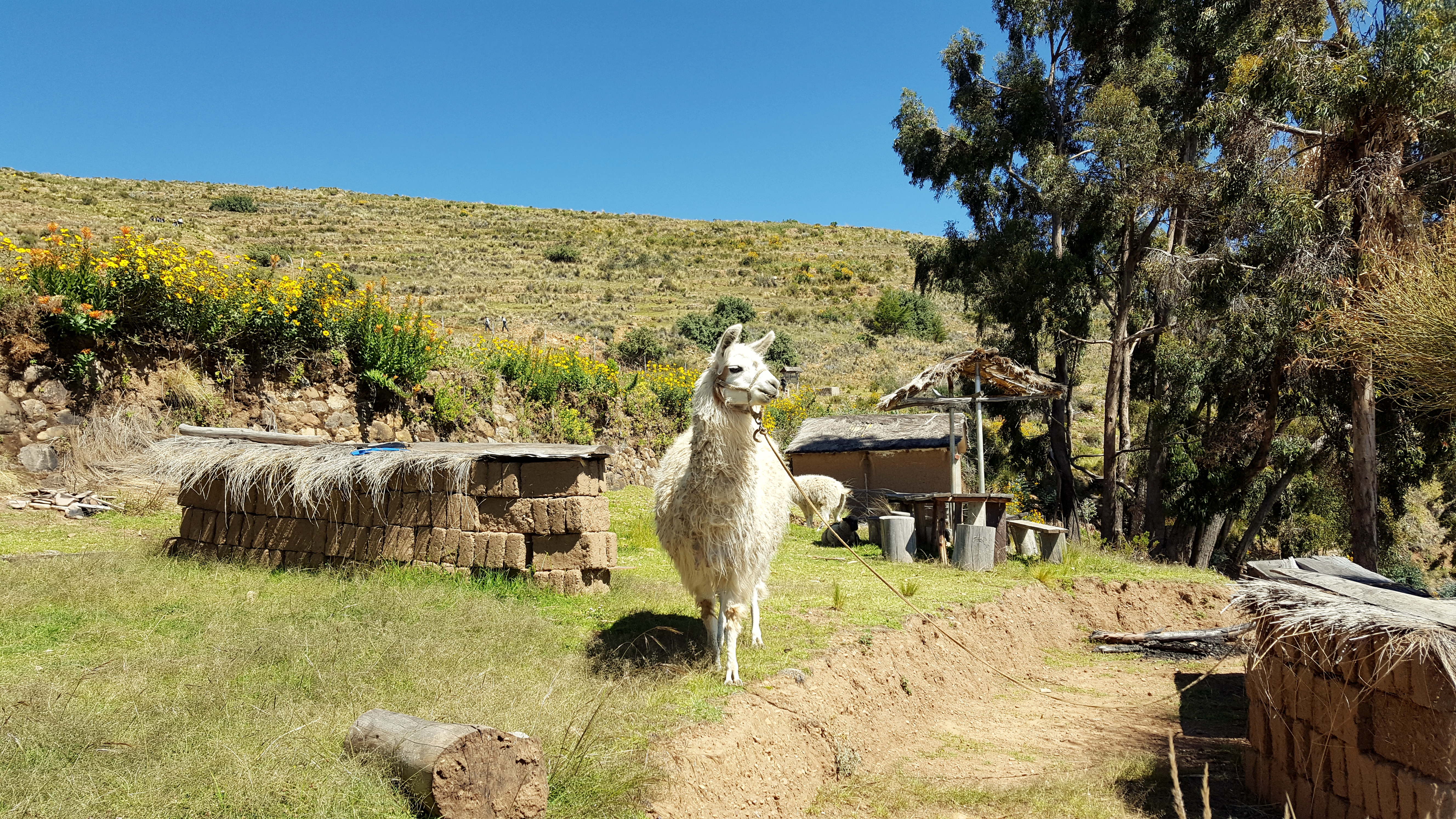
Faune de l'Isla de la Luna.
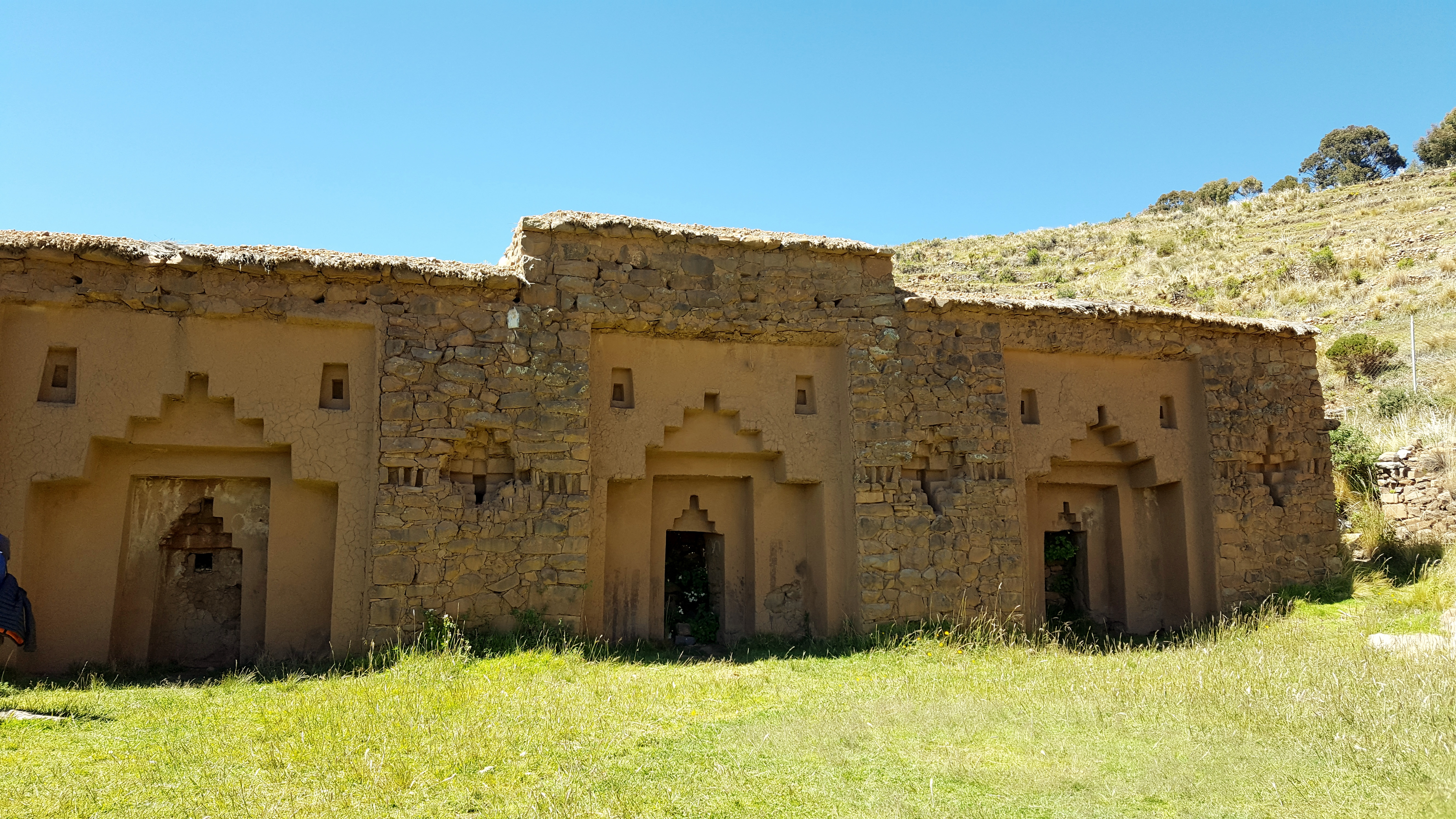
Temple d'Iñakuyu.